# Погорілово (Тотемський район)
Погорі́лово (рос. Погорелово) — присілок у складі Тотемського району Вологодської області, Росія. Входить до складу Погоріловського сільського поселення.

## Населення
Населення — 501 особа (2010; 388 у 2002).
Національний склад (станом на 2002 рік):
- росіяни — 94 %